# Кассила, Матти
Матти Кассила (фин. Matti Kassila; 12 января 1924, Кеуруу, Финляндия — 14 декабря 2018), Вантаа, Уусимаа, Финляндия) — финский кинорежиссёр
, сценарист, продюсер, актёр. Лауреат высшей государственной награды Финляндии для деятелей искусств Pro Finlandia (1995).

## Биография
Родился в семье машиниста локомотива. Во время Второй мировой войны сперва, служил добровольцем в противовоздушной обороне, затем направлен на подготовку новобранцев, но был освобожден от военной службы из-за сердечного заболевания, вызванного эпидемией дифтерии. Остаток войны работал в Центральной ремонтной мастерской бронетанковых войск в Варкаусе. В 1942 году стал студентом. Играл в Рабочем театре Варкауса, в 1944 году прошёл стажировку в Национальном театре Хельсинки. В 1946 году стал работать в кинокомпании «Суоми-Фильм», где участвовал в съёмках фильма у режиссёра Валентина Ваала. Работал в отделе короткометражных фильмов, а в 1949 году стал помощником режиссёра Эдвина Лайне.
Как независимый режиссёр дебютировал в 1949 году.
Один из самых выдающихся финских режиссёров 1950-х — 1960-х годов. Участник первого Московского международного кинофестиваля 1959 года.
Известен благодаря серии из четырёх фильмов про инспектора Палму, основанных на произведениях, созданных писателем Микой Вальтари.
За свою карьеру как режиссёр снял около 56 кинофильмов, написал сценарии к 48 фильмам, продюсировал 5 кинокартин. Как актёр сыграл в 17 кинолентах.
За свою долгую творческую карьеру семь раз награждался национальной кинопремией Юсси, в том числе за жизненные достижения, а также получил множество других наград.

## Режиссёрские работы
- 1979 — Наталия / Natalia
- 1961 — Миллионы вдовы Скроф / Kaasua, komisario Palmu!
- 1960 — Ошибка комиссара Пальму / Komisario Palmun erehdys
- 1959 — Стеклянное сердце / Lasisydän
- 1959 — Красная черта / Punainen viiva
- 1956 — Август / Elokuu
- 1954 — Синяя неделя / Sininen viikko

## Актёрские работы
- 1979 — Наталия / Natalia

## Озвучивание
- 1968 — Здесь, под Полярной звездой / Täällä Pohjantähden alla

Сценарист
- 1979 — Наталия / Natalia
- 1968 — Здесь, под Полярной звездой / Täällä Pohjantähden alla
- 1961 — Миллионы вдовы Скроф / Kaasua, komisario Palmu!
- 1960 — Ошибка комиссара Пальму / Komisario Palmun erehdys
- 1959 — Стеклянное сердце / Lasisydän
- 1959 — Красная черта / Punainen viiva
- 1956 — Август / Elokuu
- 1954 — Синяя неделя / Sininen viikko

## Продюсер
- 1979 — Наталия / Natalia
- 1959 — Стеклянное сердце / Lasisydän

В мае 2011 года Президент Финляндии Тарья Халонен присвоила ему звание профессора.